# Parque nacional del Bajo Zambeze
El Parque nacional del Bajo Zambeze es un parque nacional en la orilla norte del río Zambeze, en el sudeste de Zambia. Hasta 1983, cuando el área fue declarada parque nacional con 4092 km2, el área era la reserva de caza privada del presidente de Zambia. Esto significó que el parque estaba protegido del turismo masivo y ahora sigue siendo una de las pocas áreas silvestres vírgenes que quedan en África. En la orilla opuesta se encuentra el Parque nacional de Mana Pools de Zimbabue. Los dos parques se asientan en la llanura aluvial del Zambeze, rodeada de montañas. La zona es Patrimonio de la Humanidad por la UNESCO .

## Características
El parque se inclina suavemente desde el escarpe del Zambeze, en el norte, que actúa de barrera para los animales, hasta el río, atravesando dos ecorregiones principales de sabana boscosa que se distinguen por los tipos dominantes de árboles, el miombo y el mopane: la sabana arbolada de miombo meridional se halla en un terreno más alto, en el norte, y la sabana arbolada de mopane del Zambeze se encuentra en las laderas más bajas, en el sur. En el borde del río se encuentra el hábitat de la llanura aluvial, donde predomina la acacia Faidherbia albida o espina de invierno, que crece de 10 a 30 m, ayuda a estabilizar los suelos arenosos y sirve de alimento a los elefantes.
El parque en sí está rodeado por un área de administración de gestión mucho más grande (comúnmente conocida como GMA); no hay cercas entre el parque y el GMA y tanto los animales como las personas pueden deambular libremente por toda el área. Una atracción del parque del Bajo Zambeze y su GMA circundante es su remota ubicación. No hay caminos pavimentados y es poco probable que los turistas se encuentren con otros turistas. Las ciudades comunes desde las que acceder al parque son Livingstone o Lusaka .

## Fauna
Los elefantes pueden congregarse en grupos de cien, hipopótamos, leopardos, leones, búfalos y 400 especies de aves. La mayoría de los grandes mamíferos del parque nacional se congregan en la llanura aluvial, incluido el búfalo del Cabo, una gran población de elefantes, leones, leopardos, muchas especies de antílopes, cocodrilos e hipopótamos. Hay avistamientos ocasionales del licaón del Cabo. También hay una gran cantidad de aves. En el cielo puede verse el águila pescadora, en las orillas arcillosas del río viven los abejarucos carmesí, y también se encuentran la canastera común, la pintada moñuda, el águila milana, los quelea, el trogón de Narina en verano, el cálao trompetero, el lorito de Meyer y el inseparable del Nyasa.

## Campamentos
Debido a su gran extensión, el parque tiene un buen número de campamentos para turistas de todos los niveles. Entre ellos: Old Mondoro Bush Camp, Chongwe River Camp, Royal Zambezi Lodge, Chiawa Camp, Amanzi Camp, Anabezi Camp, Kasaka River Lodge, Sausage Tree Camp, Chongwe River House, Baines River Camp, Potato Bush Camp, Tsika Island Camp y Chula Island Camp. Este último se halla en la isla de Katengahumba, separada de tierra por un famoso recorrido en canoa por el llamado Discovery Channel; en la isla hay diversas lagunas y pueden verse leopardos, leones, hienas, búfalos y elefantes.